# Grevillea triloba
Grevillea triloba  es una especie de planta fanerógama perteneciente a la familia de las proteáceas.

## Descripción
Es un arbusto extendido endémico de Australia Occidental, principalmente del área de  Geraldton. Su altura alcanza entre  0.9 y 1.5 metros. Las flores tienen dulce aroma, son de color blanco pero ocasionalmente también rosas. Se producen en el temprano invierno hasta mediados de la primavera. Sus hojas estrechas son trilobadas (de ahí su nombre triloba) y cada lóbulo termina en un punto duro.

## Taxonomía
Grevillea triloba fue descrita por Carl Meissner y publicado en Hooker's Journal of Botany and Kew Garden Miscellany 7: 74. 1855.
Etimología
Grevillea, el nombre del género fue nombrado en honor de Charles Francis Greville, cofundador de la Real Sociedad de Horticultura.
triloba, epíteto derivado del latín que significa "trilobado".